# УанПлюс 2
OnePlus 2 е смартфонът на китайската компания OnePlus, представен на 29 юли 2015 година. Това е вторият смартфон от серията. OnePlus 2 се различава от своя предшественик по дизайн и технически характеристики.

## Спецификации
Моделът е първият за компанията OnePlus, използващ скенер за пръстови отпечатъци, вграден под бутона „Home“. Също така OnePlus 2 става и първият смартфон в света с USB Type-C порт.
|                     | OnePlus 2                                                                               |
| ------------------- | --------------------------------------------------------------------------------------- |
| Екран               | 5.5 инча LTPS IPS LCD, 1080 x 1920 px, 16:9, Corning Gorilla Glass 3                    |
| RAM                 | 3/4 GB                                                                                  |
| Вътрешна памет      | 16/64 GB                                                                                |
| Задна камера        | 13 MP, AF, f/2.0, 1/2.6", 1.3 µm, 4K@30 fps, 4K(DCI)@24 fps, 1080p@60 fps, 720p@120 fps |
| Предна камера       | 5 MP, f/2.4, 720p@30fps                                                                 |
| Процесор            | осемядрен, 4x1.56 GHz & 4x1.82 GHz                                                      |
| Операционна система | Android 5.1 (Lollipop), Oxygen 3.5.6                                                    |
| Размери             | 151.8 x 74.9 x 9.9 mm                                                                   |
| Тегло               | 175 g                                                                                   |

## Операционна система
OnePlus 2 се предлага с фирмен софтуер на OxygenOS 2.0, който се базира на Android 5.1 Lollipop.
Обновлението на OxygenOS 3, базирано на Android 6.0.1, е пуснато през март 2016 г.
OnePlus 2 не е получил официално обновление, базирано на Android 7 Nougat. Неофициално OnePlus 2 може да бъде обновен до Android 8.0 Oreo с фърмуер LineageOS 15.
OnePlus 2 първо представи специален плъзгач Alert Slider, разположен до бутона за силата на звука. Плъзгачът позволява да се превключи смартфонът в три предварително избрани режима от потребителя, по подразбиране те са „Безшумен“, „Вибрация“ и „Звънец“.

## Продажби
Версията White Basic с 16GB вътрешна памет струва 329$, докато версията на Sandstone Black Premium с 64GB струва 389$. Фирмените задни панели от кевлар или бамбук струваха 27$.
OnePlus 2 беше пуснат в продажба в Европа, САЩ и Индия в средата на август. Продажбите бяха по покана, точно както с OnePlus One.
През първите 72 часа след началото на продажбите бяха резервирани 1 милион OnePlus 2. Седмица по-късно бяха направени 2 милиона предварителни поръчки. През септември 2015 г. общият брой на предварителните поръчки беше 5 милиона.
На 12 октомври 2015 година OnePlus продава OnePlus 2 от 12:00 до 13:00 HKT/CEST/PDT на своя сайт без покани.

## Интересен факт
Компанията OnePlus се е договорила с Netflix, за реклама на моделите OnePlus 2 и OnePlus X. В четвъртия сезон на сериала „Къща от карти“, измислената „първа дама“ използва смартфона OnePlus 2.